# Ettore Paganini
Ettore Paganini (Milano, 31 maggio 1922 – Milano, 14 settembre 1986) è stato un pittore italiano.

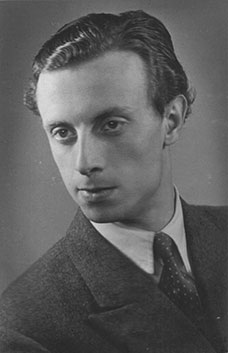
Ettore Paganini in età giovanile

Specializzato in arte sacra, ha dato nuovo impulso all'arte dello smalto su rame recuperando le antiche tecniche di Cloisonné e Champlevé. Notevole anche la sua produzione di sbalzi su rame.

## Biografia

### La giovinezza e gli anni di studio
Il padre, Andrea Paganini, era un bravo cesellatore e lo avviò molto giovane, assieme al fratello Carlo Paganini, allo studio e alla pratica dell'arte. Ettore Paganini ha frequentato il corso di pittura all'Accademia di Brera dove ha avuto come maestri Carpi, Carrà, De Amicis e Salvadori. Si è diplomato nel 1949 con una tesi sull'evoluzione dello smalto nei secoli che ottenne il massimo dei voti.
La sua sperimentazione artistica si concentrò subito su questa difficile tecnica (senza che per questo trascurasse la pittura), in cui eccelse e che lo portò, in breve tempo, ad una notevole notorietà nell'ambito dell'arte sacra. Inizialmente condivideva lo studio col fratello Carlo, scultore, ma le due tecniche erano strutturalmente incompatibili (la tecnica dello smalto richiede ambienti molto puliti) e, ben presto, le loro strade si divisero.

### La carriera
Già dai primi anni di lavoro allestì alcune mostre personali, come alle gallerie Barbaroux (1949) e Gian Ferrari (1951) di Milano, al Circolo degli Amici della Cultura e dell'Arte di Vigevano (assieme al fratello Carlo, 1951), all'Alpino di Stresa (1950), al Porticciolo di Rapallo (1951), alla Pro Civitate Cristiana di Assisi (1955), al Centro Culturale Michelangelo di Milano (1968), al Chiostro del Bramantino (1977) e alla Cripta del Bramantino (1981), ma furono i lavori per le chiese che gli permisero di consolidare la sua attività professionale.
Tra i più impegnativi si ricordano i vari lavori alla Pro Civitate Cristiana e alla chiesa di santo Stefano di Assisi, gli arredi a smalto e a sbalzo per laう cappella della ditta Chatillon (Milano, 1958), per la cappella dell'Istituto san Zaccaria (Milano, 1959), per la chiesa di san Rocco a Monza (1965), per la chiesa di Gesù Buon Pastore e san Matteo Apostolo (Milano, 1963), per la chiesa santa Maria mare di Viserba, per la chiesa del Centro Auxologico di Piancavallo (1965), la pala d'altare a smalto della cappella del convitto delle suore dell'ospedale di Sesto San Giovanni (1964) e la serie di vetrate disegnate per la chiesa di san Benedetto a Milano ove è presente anche il fonte battesimale con smalti dell'autore (Milano, 1961). Suppellettili sacre, pannelli, affreschi smalti e sbalzi per cappelline di istituti come la sede dei Cantori del Duomo di Milano in viale Gorizia 5 a Milano, della Fondazione Bernacchi a Gavirate (VA), di MARIA RIPARATRICE in via Sant'Antonio 5 Milano, del Santuario del Sacro Cuore alla Comasina (Milano); a CESANO MADERNO splendida la cappella  dell'asilo Ronzoni degli anni 1960-62, La Conchiglia a Spotorno del 1965-66
Innumerevoli sono i lavori a smalto di medio e piccolo formato, realizzati molte volte su commissione o in collaborazione con ditte specializzate (Creperio, Politi, ecc) nella produzione di arredi sacri. Alcuni, come le porte dei tabernacoli (Chiesa di Gesù Buon Pastore e Santuario di Nostra Signora di Fátima a San Vittorino, Roma) e la Via Crucis a sbalzo in rame o su altri vari metalli (chiesa di san Martino in Greco, Milano, fine anni '70), sono opere di un certo rilievo e tendenzialmente inamovibili, ma calici, ostensori, lampade, icone e candelieri costituiscono invece una pleiade di opere di cui è facile, per la loro mobilità, perdere la traccia e la collocazione.
Realizzò anche alcuni lavori per la chiesa di Nostra Signora del ss. Sacramento e Martiri Canadesi: un tabernacolo, un calice grande per concelebrazioni, un calice per un novello sacerdote e il reliquiario per la canonizzazione di padre Eymard (il fondatore dei Sacramentini) e la cattedra vescovile con smalti e sbalzi in argento, tuttora in sede.
Un suo calice, dono di Paolo VI, è presente nel tesoro del santuario di Czestochowa. Almeno altri 4 calici, probabilmente facenti parte del tesoro del Duomo di Milano, sono stati utilizzati da Papa Benedetto XVI e dal cardinale Angelo Scola durante la solenne concelebrazione della messa finale del Family Day 2012 all'Aeroporto di Bresso. Un suo calice è presente tra gli arredi sacri della Chiesa di Santa Maria Rossa a Crescenzago (Milano).
Oltre ai lavori d'arte sacra ha realizzato anche varie opere per altri contesti, come la decorazione della Sala dei Bambini sulla nave Cristoforo Colombo, numerosi pannelli decorativi sbalzati in alluminio con applicazioni di smalti a freddo (resine sintetiche, colorabili a piacere, che catalizzano a temperatura ambiente), disegni per vetrate in dallas per alcune banche e, naturalmente, ritratti e quadri ad olio.
Ha partecipato a diverse mostre collettive in cui si è anche aggiudicato dei premi: la prima mostra dell'autoritratto nel Circolo della Stampa di Milano nel 1957, la mostra "Premio Marche 1959" ad Ancona, la "Mostra artisti italiani pro Alluvionati di Ancona" nel Circolo Stamura nel 1959 e il "premio acquisto" del Ministero della Pubblica Istruzione, assegnato in occasione del VII centenario di santa Chiara d'Assisi nel 1952.
Ha fatto parte della Commissione di Pastorale Liturgica (sezione arte sacra) della diocesi di Milano in qualità di esperto dal 1982 alla morte, avvenuta il 14 settembre 1986.

### Articoli di giornale
- Avvenire, 20 dicembre 1981
- L'Italia, 28 maggio 1965, 30 maggio 1965, 3 marzo 1968, 6 novembre 1968
- Avvenire, 21 giugno 2014, "Ettore Paganini, una mostra celebra l'artista e la sua fede".
- Avvenire, 6 luglio 2014, N.P. "In mostra l'arte di E. Paganini"